# 赵湾乡
赵湾乡，是中华人民共和国湖北省襄阳市谷城县下辖的一个乡镇级行政单位。

## 行政区划
赵湾乡下辖以下地区：
鲁家油坊村、左家庙村、桃庄村、渔坪村、方家坪村、长岭村、窑岭村、金盆岭村、韩家山村和青龙山村。